# Agustín Luque Chayña
Agustín Luque Chayña (Puno, 26 de abril de 1969) es un profesor y político peruano. Fue el Gobernador Regional de Puno de Marzo del 2020 hasta noviembre de 2021.
Nació en Puno, Perú. Cursó sus estudios primarios y secundarios en su ciudad natal y estudios técnicos de educación en el Instituto Superior Pedagógico Público de Juliaca. Su primera participación política fue en las elecciones regionales de 2018 en las que fue elegido vicegobernador del Gobierno Regional de Puno por el Movimiento de Integración por el Desarrollo Regional (Mi Casita) junto con Walter Aduviri Calisaya que fue elegido gobernador regional.
Debido a la condena que recibió por el Caso Aymarazo, Aduviri fue vacado de la gobernación regional en marzo del 2020 siendo reemplazado por su Luque Chayña. En diciembre del 2020, tras la modificación de la sentencia que motivó que Aduviri saliera del penal, el Consejo Regional anuló su suspensión pero, sin embargo, aun se encuentran en trámite dos pedidos adicionales de vacancia en su contra.
En febrero del 2021, Luque y su cónyuge Olinda Pacheco Aguilar fueron citados por la fiscalía en una investigación que se le sigue por lavado de activos y desbalance patrimonial.